# 니키 벤츠
니키 벤츠(Nikki Benz, 본명: 알라 몬차크(Alla Montchak), 1981년 12월 11일 ~ )는 캐나다의 포르노 배우이다.